# Pietra di Tune

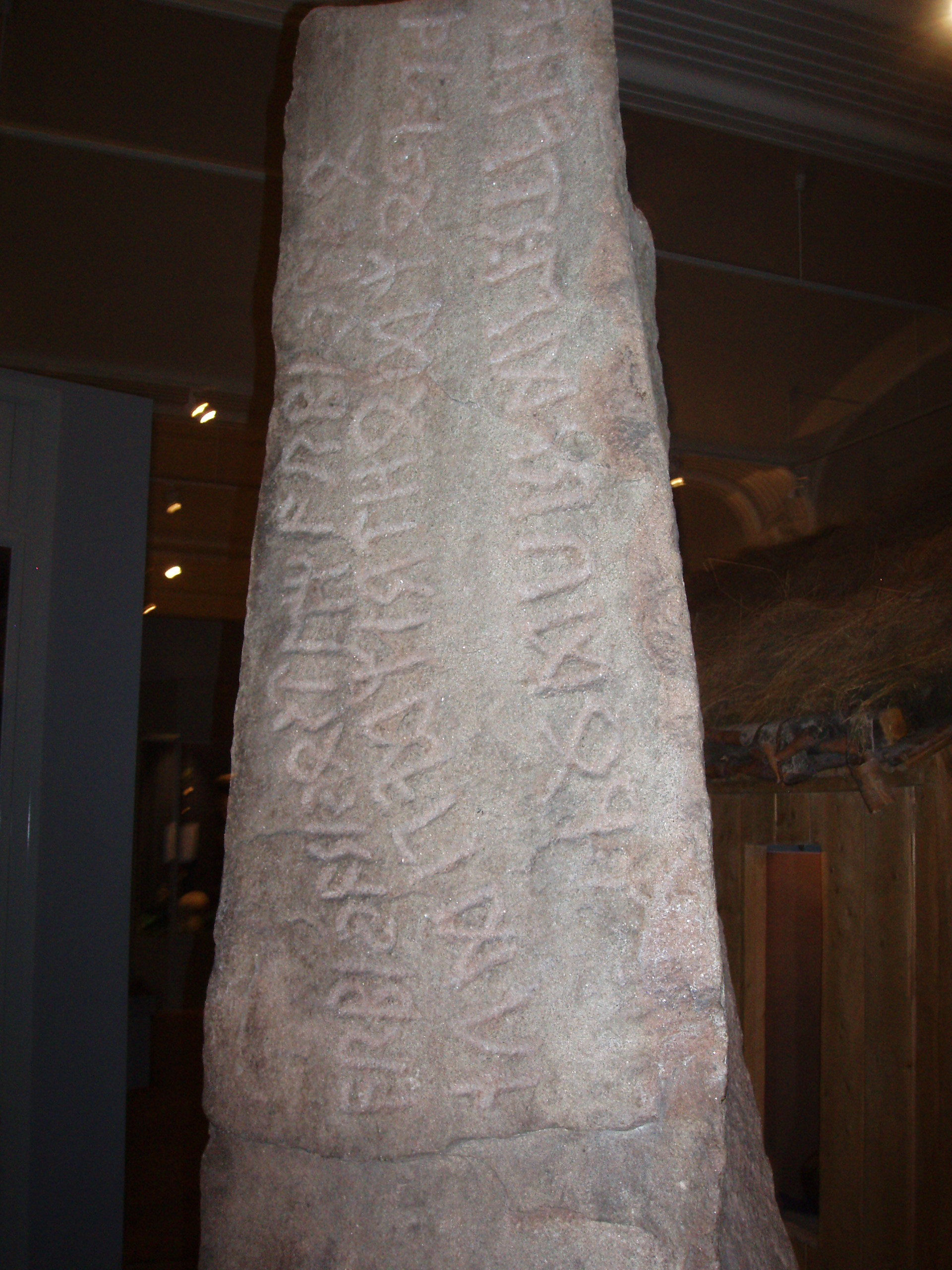
Lato B della pietra.

La Pietra di Tune è una pietra runica norvegese risalente al 200 - 450 d.C. Contiene la più lunga iscrizione runica in Proto-norreno ed è anche il più antico documento su una successione in Scandinavia.

## Scoperta
La pietra fu menzionata per la prima volta nel 1627 come parte del muro del cimitero nella chiesa di Tune, Østfold, Norvegia. Dai documenti si evince che il monolito è sempre stato in quella posizione. La relazione menziona anche un basso tumulo che fu adattato per la costruzione del muro del cimitero. Oggi la pietra è conservata al Museo di Storia di Oslo. La datazione è incerta a causa del materiale. La forma delle rune limita comunque il periodo tra la seconda metà del III secolo fino al V secolo d.C.

## Iscrizione
L'iscrizione è distribuita su due lati della pietra. Alcune rune non sono più leggibili o sono state rimosse.

### Traslitterazione in Proto-norreno
Lato A
A1 :ekwiwaRafter·woduri
A2 :dewitadahalaiban:worathto·[?]
Lato B
B1 :[???]Rwoduride:staina:
B2 :þrijoRdohtriRdalidun
B3 :arbijasijosteRarbijano

### Traduzione in Italiano
Traduzione di Elmer H. Antonsen (2002).
Lato A
A1 :Io Wiwaz, in memoria di Woduridaz
A2 :il signore, feci [questo]
Lato B
B1 :[Per me] Woduridaz questa pietra
B2 :tre figlie prepararono
B3 :le favorite tra gli eredi

## La pietra come documento legale
La prima parte del testo riporta il classico schema del tipo "Io feci questo per X", che identifica chiaramente una pietra funeraria. Ma la parte interessante la si trova al lato B, ove si evince che già nel 400 d.C. si definiva una linea di successione ben precisa. Infatti l'erede principale è Wiwaz seguito dalle tre sorelle, le quali potranno ereditare se il primo dovesse morire. Se Wiwaz ha un erede, questo ha gli stessi diritti delle zie. Il testo inciso sulla pietra è in linea con il Gulathingslov, la più antica raccolta di leggi tradizionali della Norvegia.